# Ryūta Koike
Ryūta Koike (小池 龍太?, Koike Ryūta; Hachiōji, 29 agosto 1995) è un calciatore giapponese, difensore dei Kashima Antlers.

## Statistiche

### Cronologia presenze e reti in nazionale
| Cronologia completa delle presenze e delle reti in nazionale ― Giappone | Cronologia completa delle presenze e delle reti in nazionale ― Giappone | Cronologia completa delle presenze e delle reti in nazionale ― Giappone | Cronologia completa delle presenze e delle reti in nazionale ― Giappone | Cronologia completa delle presenze e delle reti in nazionale ― Giappone | Cronologia completa delle presenze e delle reti in nazionale ― Giappone | Cronologia completa delle presenze e delle reti in nazionale ― Giappone | Cronologia completa delle presenze e delle reti in nazionale ― Giappone |
| Data                                                                    | Città                                                                   | In casa                                                                 | Risultato                                                               | Ospiti                                                                  | Competizione                                                            | Reti                                                                    | Note                                                                    |
| ----------------------------------------------------------------------- | ----------------------------------------------------------------------- | ----------------------------------------------------------------------- | ----------------------------------------------------------------------- | ----------------------------------------------------------------------- | ----------------------------------------------------------------------- | ----------------------------------------------------------------------- | ----------------------------------------------------------------------- |
| 24-7-2022                                                               | Toyota                                                                  | Giappone                                                                | 0 – 0                                                                   | Cina                                                                    | Coppa dell'Asia orientale 2022                                          | -                                                                       |                                                                         |
| 27-7-2022                                                               | Toyota                                                                  | Giappone                                                                | 3 – 0                                                                   | Corea del Sud                                                           | Coppa dell'Asia orientale 2022                                          | -                                                                       |                                                                         |
| Totale                                                                  |                                                                         | Presenze                                                                | 2                                                                       |                                                                         | Reti                                                                    | 0                                                                       |                                                                         |

## Palmarès

### Club

#### Competizioni nazionali
- Campionato giapponese: 1

Yokohama F·Marinos: 2022
- Supercoppa del Giappone: 1

Yokohama F·Marinos: 2023

### Nazionale
- Coppa dell'Asia orientale: 1

2022

### Individuale
- Squadra del campionato giapponese: 1

2022